# Albert Luig
Albert Luig (* 20. Januar 1906 in Brüssel; † 30. April 1942) war ein deutscher Komponist von E-Musik.

## Leben und Wirken
Albert Luig wurde in Brüssel als Kind deutscher Eltern geboren. Nach dem Ende des Ersten Weltkrieges musste die Familie Belgien verlassen und zog nach Aachen, wo Albert Luig seine Schulzeit beendete. Dann studierte er an der Kölner Hochschule für Musik unter Philipp Jarnach (Komposition), Lazzaro Uzielli (Klavier) und Hermann Abendroth (Dirigieren). Vermutlich zum 1. Oktober 1932 trat er der NSDAP bei (Mitgliedsnummer 1.347.600).
Albert Luig schloss das Studium 1933 erfolgreich ab und ging zuerst für ein Jahr nach Aachen zurück, wo er ein regionales Kammerorchester leitete. Ein Jahr später zog er dann nach Berlin und arbeitete als musikalischer Leiter im Generalstab der Hitlerjugend. Diese Aufgabe beendete Albert Luig aber 1936, um sich auf seine Karriere als Komponist zu konzentrieren. In den folgenden Jahren schuf er Orchester- und kammermusikalische Werke für den Konzertsaal, den Schwerpunkt legte Albert Luig aber auf die Komposition von Filmmusik. So vertonte er etliche Dokumentar- und Naturfilme der UFA. Mit Beginn des Zweiten Weltkrieges diente Albert Luig als Kraftfahrer bei der Wehrmacht. Im Rahmen dieser Tätigkeit starb Albert Luig bei einem Autounfall.

## Kompositionen

### Orchesterwerke
- Konzertstück für Violine und Orchester op.12 (1933)
- Fest- und Feiermusik, für Orchester
- Sinfonietta für kleines Orchester
- Melodien für Cello und Orchester
- Festlicher Auftakt für grosses Orchester mit Fanfaren, op.49
- Erste Suite für Orchester op.51 Erinnerungen an eine Winterreise (1939)
- Klavierkonzert (unvollendet)

### Kammermusik
- Streichquartett Nr.1 op.8
- Hausmusik I, für Klavier op.13a
- Streichquartett Nr.2 D-Dur op.40
- Fantasie für Saxophon und Klavier
- Abendmusik, für Sopran, Flöte und Violine
- Der treue Johannes, ein Märchen der Gebrüder Grimm, für Flöte, Oboe, Klarinette, Viola da gamba und Harfe
- Sonate für Klavier
- 6 kleine Stücke, für Violine und Klavier
- Fantasie für Horn und Klavier
- Spielerei am Klavier, für Klavier op.52

### Vokalmusik
- Operette Der silberne Teufel
- etliche Lieder

### Filmmusik
- Für Ehre, Freiheit, Frieden – Zeppelin im Wahlkampf, Regie: Richard Quaas & Hermann Stöß (1936)
- Das Sinnesleben der Pflanzen, Regie: Ulrich K. T. Schulz & Wolfram Junghans (1937)
- 1 A in Kamerun, Regie: Paul Lieberenz (1938)
- Können Tiere denken?, Regie: Fritz Heydenreich (1938)
- Bei den Batakern auf Sumatra, Regie: Alfred Bothas (1938)
- Sinnvolle Zwecklosigkeiten, Regie: Fritz Heydenreich, Friedrich Goethe und Konrad Lorenz[4] (1939)
- Kanarien, Regie: Ulrich K. T. Schulz, Wolfram Junghans (1940)
- Die Nürnberger Uhr (1941)